# José Ramírez Pérez
José Ramírez Pérez (Valverde del Camino, Huelva, 1767) fue un saladerista español, activo en el Montevideo antiguo.

## Actividad empresarial y legado
En 1841 adquirió al coronel José María Reyes un predio en las afueras de la ciudad. Su saladero motivó una actividad económica y movimiento poblacional que, con el paso del tiempo, darían origen a los barrios de Pocitos y Parque Rodó.

## Familia
Hijo de Sebastián Ramírez y Gregoria Pérez.
Se casó dos veces, la primera con María del Pilar Carrasco Rodríguez (con quien tuvo 4 hijos: Juan Pedro, María Josefa, María Josefa y Manuela), y la segunda con su hermana María Josefa Carrasco Rodríguez (con quien tuvo 1 hija, Ana).
Por su parte, su hijo Juan Pedro Ramírez Carrasco se casó con Consolación Álvarez y Obes, con quien tuvo varios hijos: José Pedro, Julio, Juan Augusto, Octavio, Gonzalo y Carlos María, estos dos últimos de destacada actuación en la vida pública nacional; en generaciones posteriores de sus descendientes se destacan los políticos Juan Andrés Ramírez Chain, Juan Andrés Ramírez Turell, Gonzalo Aguirre Ramírez y José Claudio Williman Ramírez.